# Sarcosperma griffithii
Sarcosperma griffithii är en tvåhjärtbladig växtart som beskrevs av Joseph Dalton Hooker och Charles Baron Clarke. Sarcosperma griffithii ingår i släktet Sarcosperma och familjen Sapotaceae. Inga underarter finns listade i Catalogue of Life.